# Academia Chilena de Bellas Artes

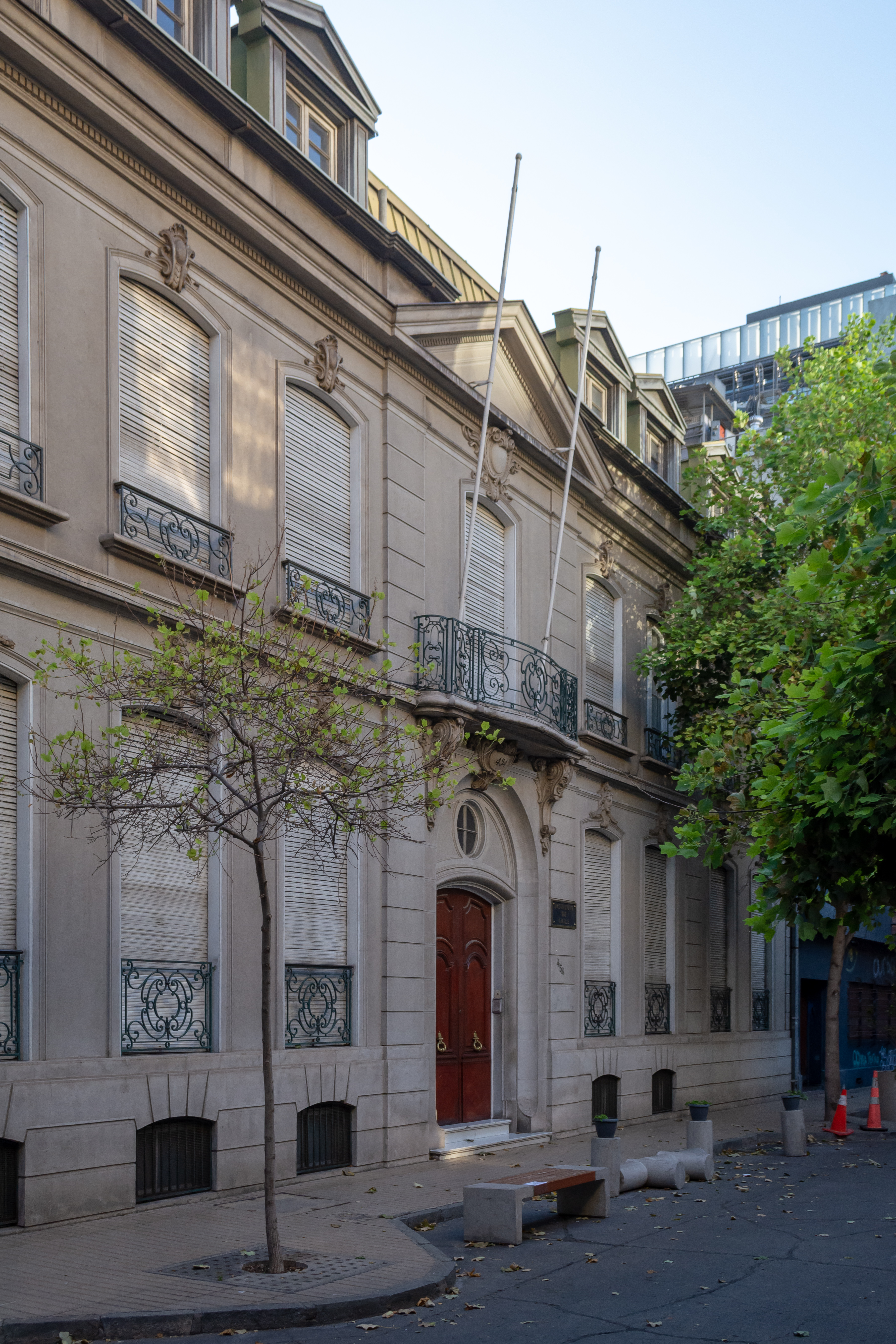
Sede de la Academia Chilena de Bellas Artes.

La Academia Chilena de Bellas Artes es una de las seis corporaciones que conforman el Instituto de Chile. Su misión es promover el cultivo, el progreso y la difusión de las artes en todas sus manifestaciones. Fue creada el 30 de septiembre de 1964 mediante la Ley N.º 15.718, como parte de un proyecto institucional que buscó organizar el pensamiento humanista y científico del país a través de academias especializadas.
Desde su fundación, la Academia se ha constituido en un foro de reflexión y promoción artística, reuniendo a destacados creadores, investigadores y docentes de disciplinas como la música, las artes visuales, la danza, el teatro y el cine.

## Historia
La Academia fue establecida legalmente junto a las academias Chilena de la Lengua, de la Historia, de Ciencias, de Ciencias Sociales, Políticas y Morales, y  de Medicina. En 1982, la Ley N.º 18.169 reformuló el Instituto de Chile, aumentando el número de miembros de cada corporación de 18 a 36, y oficializando la denominación de “Academia Chilena” para cada una de ellas.

## Presidentes desde su fundación
- Domingo Santa Cruz Wilson
- Ernesto Barreda Fabres
- Fernando Debesa Marín
- Carlos Riesco Grez
- Alejandro Sieveking Campano
- Santiago Vera Rivera
- Luis Merino Montero
- Silvia Westermann Andrade

## Premios de la Academia Chilena de Bellas Artes

### Reconocimiento a la trayectoria y aporte sostenido[3]
Desde 1998, la Academia Chilena de Bellas Artes entrega anualmente cuatro premios que reconocen la excelencia artística nacional en distintas disciplinas: el Premio Academia (galardón transversal de mayor rango), el Premio Domingo Santa Cruz (música), el Premio Marco Bontá (artes visuales) y el Premio Agustín Siré (artes escénicas). Entre sus criterios destacan el impacto cultural, la innovación disciplinar y la proyección internacional. Figuras e instituciones como el rector Ignacio Sánchez Díaz (2024), el Teatro NESCAFÉ de las Artes (2024), Eduardo Martínez Bonati (2024) y Luis Rossi (2024) han sido reconocidos por su aporte a la cultura chilena contemporánea, reflejando la capacidad de la Academia para integrar tradición y vanguardia.

### Premio Carlos Riesco de Composición Musical
El Premio de Composición Carlos Riesco es un certamen bienal creado en 2014 por la Academia Chilena de Bellas Artes, con el objetivo de fomentar la creación musical contemporánea en Chile. Este premio rinde homenaje al compositor chileno Carlos Riesco Grez (1925–2007), destacado por su contribución a la música nacional y su trabajo como educador y gestor cultural.
A lo largo de las ediciones, el certamen ha integrado innovaciones tanto en su estructura como en los criterios de evaluación, considerando aspectos como la originalidad tímbrica, la coherencia estructural y la relación con la tradición musical chilena. A partir de 2024, se incorporó una pauta de puntuación detallada y se anunció la inclusión de nuevas categorías como la música electroacústica.